# Escut i bandera de Vilanova de Viver
L'escut i la bandera de Vilanova de Viver són els símbols representatius de Vilanova de Viver, municipi del País Valencià, a la comarca de l'Alt Millars.

## Escut heràldic
L'escut oficial de Vilanova de Viver té el següent blasonament:
| « | Escut quadrilong de punta redona, truncat. Al primer quarter, de sinople, un poble d'argent, aclarit i maçonat de sable. Al segon quarter, en camp d'argent, una corona radial del seu color. Al timbre, corona reial oberta. | » |

## Bandera de Vilanova de Viver
La bandera oficial de Vilanova de Viver té la següent descripció:
| « | Bandera de proporcions 2:3. Partida per meitat en baix. A la primera meitat, junt a l'asta, de sinople una corona radial del seu color. A la segona meitat, al vol, de sinople un poble d'argent, aclarit i maçonat de sable. | » |

## Història
L'escut s'aprovà per Resolució de 14 de juny de 2001, del conseller de Justícia i Administració Pública, publicada en el DOGV núm. 4.053, de 30 de juliol de 2001.
El poble o vila i la corona reial són senyals parlants referits al topònim tradicional de la localitat, anomenada, en castellà, Villanueva de la Reina fins al 27 de juny de 1916, en què es canvià per Villanueva de Viver per a diferenciar-lo del municipi homònim de la província de Jaén.
La bandera s'aprovà per Resolució de 31 de juliol de 2002, del conseller de Justícia i Administracions Públiques, publicada en el DOCV núm. 4.320, de 23 d'agost de 2002.